# Parafia Najświętszej Maryi Panny Królowej Polski w Miętustwie
Parafia Najświętszej Maryi Panny Królowej Polski w Miętustwie – parafia rzymskokatolicka należąca do dekanatu Czarny Dunajec archidiecezji krakowskiej.

## Proboszczowie
- ks. Antoni Kudłacik (1908–1910)[1]
- ks. Stanisław Jeż (1910–1927)[1]
- ks. Karol Wójcik (1927–1953)[1]
- ks. Władysław Chowaniec (1953–1961)[1]
- ks. Stefan Kajdas (1961–1976)[1]
- ks. Tadeusz Topa (1976–1985)[1]
- ks. Wieslaw Macuda (1985–1989)[1]
- ks. Józef Ślazyk (1989–2004)[1]
- ks. Michał Kliś (2004–2012)[1]
- ks. Janusz Rzepa (od 2012)[1]